# Berig
Berig kallas en mytisk kung av goterna, ibland även kallad Nordens förste kände kung. Berig omnämns av Jordanes i Getica 25. Här står att läsa i Nordins översättning:
| ” | Det berättas att goterna en gång utvandrade med sin kung Berig från denna ö Scandza, liksom från en verkstad där folk skapas, eller som ur ett folkstammarnas moderssköte. Så snart de stigit i land från skeppen namngav de genast landet. Än i dag, sägs det, kallas landet Gothiscandza. Därifrån begav de sig strax åstad till ulmerugerna, vilka då bebodde oceanens stränder. Där slog de läger och inlät sig i strid med ulmerugerna och fördrev dem från deras hemvist. Därpå underkuvade de vandalerna, deras grannar, och tvingade dem genom sina segrar över dem till anslutning. Men när folkets talrika skara växte och när man hade vid pass den femte konungen efter Berig, nämligen Filimer, Gadariks son, fattades det beslutet att deras här jämte hustra, barn och tjänare skulle bryta upp och fara därifrån. | „ |

De ulmerugi som Jordanes nämner anses allmänt vara identiska med holmrygas i Widsith, och placeras av vissa på 'holmen' Rügen.
Jordanes återkommer till sagan om Berig i Getica 94. Tre skepp sägs ha lämnat Scandza, det tredje med de tröga gepiderna sägs ha landat på en plats vid floden Wisłas mynning. Jordanes skriver att Berigs uttåg ur Scandza skedde 2030 år innan Belisarius erövrade Ravenna 540, det skulle alltså vara 1490 f.Kr.
Eftersom Jordanes uttryckligen hänvisar till goternas muntliga sägner gällande utvandringen från Skandinavien så betraktas denna episod som en stamsaga. Berigs namn anses komma av gotiskans Bairika som skall betyda "liten björn". Den danske historikern Arne Søby Christensen har dock föreslagit att Cassiodorus skulle ha hittat på historien möjligen med namnet Verica hos Dio Cassius som exempel.